# Подлипа (Врхника)
Подлипа (словен. Podlipa) — поселення в общині Врхника, Осреднєсловенський регіон, Словенія. 
Висота над рівнем моря: 347,1 м.